# Lola Shoneyin
Lola Shoneyin (nacida Titilola Atinuke Alexandrah Shoneyin) (Ibadan, 24 de febrero de 1974) es una poeta y novelista, educadora y activista cultural nigeriana. Trata temas relacionados con la violencia sexual, la poligamia y las dificultades de la vida doméstica en África. Es directora del festival literario y cultural 'Ake Arts and Book Festival', desde el cual se apoya la innovación artística en África. 

## Trayectoria
Hija de Tinuoye Shoneyin y de Yetunde Okupe, ambos originarios del estado de Ogun fue enviada a un internado en Edimburgo a los 6 años de edad. Más tarde regresó a Nigeria cuando su padre fue encarcelado por un gobierno militar al negarse a entregar un dinero que le requerían. Terminó sus estudios en el Abadina College de la Universidad de Ibadan y en la Universidad Olabisi Onabajo.  
Sus primeras publicaciones fueron cuentos para revistas. Entre sus primeras historias publicadas está la de la situación a la que se enfrentan las mujeres lesbianas en Nigeria y la represión contra la homosexualidad.
Su primera recopilación de poesía So All the Time I was Sitting on an Egg se publicó en Nigeria en 1998, el segundo, Song of a Riverbird en 2002. También colabora con varios medios de comunicación sobre la actualidad y la sociedad nigeriana. 
En 2010 se publica su primera novela, The Secret Lives of Baba Segi's Wives en la que narra con humor y ternura la vida cotidiana de una familia polígama de Ibadan.
En 2014 es seleccionada entre los 39 autores africanos subsaharianos de menos de 40 años "más prometedores". Ese mismo año publica su cuarto libro de poesía.
Es directora de la ONG Book Buzz Foundation una ONG que tiene como objetivo promover la alfabetización mediante la creación de programas de lectura para niñas y niños, el desarrollo de espacios de lectura y la organización del festival Ake Arts and Book.

## Vida personal
Está casada con Olaokun Soyinka, médico, hijo del escritor Wole Soyinka y comisario de salud del estado de Ogun a principios de los años 2010. En la actualidad vive en Lagos. 

## Obra

### Novelas
- The Secret Lives of Baba Segi's Wives, London: Serpent’s Tail, mayo de 2010.

### Historias cortas
- "Woman in Her Season", Post Express Newspapers, 1996

### Poesía
- So All the Time I was Sitting on an Egg (1998)
- Song of a River Bird, Ovalonion House (Nigeria, 2002)
- For the Love of Flight (2010)

### Libros infantiles
- Mayowa and the Masquerade, July 2010